# 스즈키 무네오
스즈키 무네오(일본어: 鈴木宗男, 1948년 1월 31일 - )는 일본 홋카이도 아쇼로 군 출신의 정치인이다.

## 생애
1983년 자유민주당 소속으로 중의원에 당선되었다. 1999년 오부치 게이조 내각에서 관방 부장관으로 재임하면서 일본인과 러시아인 우호의 집(일명 무네오 하우스)의 건설을 둘러싼 의혹이 2002년 제기되면서 자유민주당을 탈당했다. 같은 해 6월 17일 외무성에 외압을 가해 각종 이권에 개입하고, 국유림 벌채와 관련해 제재회사 `야마린'으로부터 뇌물을 받은 혐의로 체포되었다.
2003년 중의원 선거 직전에 보석으로 나왔으나 암 수술을 이유로 의원 출마는 하지 않았다. 2004년 참의원 선거에도 출마했으나 낙선했다.
2005년 마쓰야마 지하루와 함께 신당 대지를 만들어 대표로 취임하였고, 같은 해 9월 11일, 중의회 총선에서 홋카이도 지역의 비례대표로 나서 7번째로 당선되었다. 스즈키가 재기에 성공하자 외무성 측은 〈스즈키 무네오 의원으로부터 의뢰 등을 받았을 때의 대응방법〉이라는 매뉴얼을 만들어 간부들에게 배부했고 이와 관련해 스즈키는 기자회견을 갖고 자신이 아는 외무성과 외무관료들의 실태를 밝히겠다고 위협했다. 2008년 제45회 중의원 선거에서 여덟 번째로 당선되는 등 홋카이도 개발장관을 지내던 1990년대 말 1,100만엔의 뇌물을 받은 혐의로 2010년 의원직을 상실하고 대법원에서 징역 2년형 및 추징금 1,100만엔을 선고받았다. 1년간의 수감 생활 끝에 2011년 12월 6일 가석방되었고, 12월 28일 마쓰키 겐코(松木謙公) 전 농림수산성 정무관 및 이시카와 도모히로(石川知裕) 의원 등과 함께 신당 대지 진민주를 결성해 당수로 취임했다.
2017년 공민권 정지처분이 만료된 이후 제48회 일본 중의원 의원 총선거에서 홋카이도 비례구에 신당 대지 소속으로 출마하였으나 낙선하였다. 2019년 제25회 일본 참의원 의원 통상선거에 일본유신회 소속으로 출마하여 당선됨으로서 약 9년 만에 국정에 복귀하였다. 2021년 11월 일본유신회 국회의원단 부대표, 2022년 8월 참의원 징벌위원장으로 취임하였다.
2023년 10월 당에 신고하지 않고 러시아의 우크라이나 침공으로 인해 일본 정부의 도항 중지 권고가 내려져 있던 러시아에 방문하여 러시아 측 정부요인 및 언론과 회담을 가져 논란이 되었고, 같은 달 일본유신회는 그에게 제명 처분을 내렸으나 효력이 발생하기 전 스즈키 무네오가 먼저 당을 탈퇴하였다.